# Републикански път III-6012
Републикански път IIІ-6012 е третокласен път, част от Републиканската пътна мрежа на България, преминаващ изцяло по територията на Кюстендилска област. Дължината му е 23,6 km.
Пътят се отклонява надясно при 21,6 km на Републикански път III-601 северно от село Долно Уйно, пресича река Драговищица (десен приток на Струма) и се насочва на север, нагоре по долината на Уйнешка река (ляв приток на Драговищица). Преминава последователно през селата Горно Уйно, Долни Коритен и Горни Коритен, преодолява седловината между планините Кобилска на изток и Изворска на запад, минава през източната махала на село Уши и след стръмно спускане слиза в долината на Треклянска река (десен приток на Струма, в северната част на село Трекляно, където се свързва с Републикански път III-637 при неговия 39,2 km. В този си последен участък между селата Уши и Трекляно пътят не е изграден и представлява горски път.
| Пътища, отклоняващи се надясно (населено място, № на пътя, посока на пътя) | km   | Пътища, отклоняващи се наляво (посока на пътя, № на пътя, населено място) |
| -------------------------------------------------------------------------- | ---- | ------------------------------------------------------------------------- |
| Община Кюстендил, III-601, 21,6 km →                                       | 0,0  | → 21,6 km, III-601, Община Кюстендил                                      |
| с. Горно Уйно                                                              | 4,3  | с. Горно Уйно                                                             |
| Община Трекляно                                                            | 6,9  | Община Трекляно                                                           |
| с. Долни Коритен                                                           | 10,9 | с. Долни Коритен                                                          |
| с. Горни Коритен                                                           | 13,6 | с. Горни Коритен                                                          |
| с. Уши                                                                     | 17   | → с. Уши, общински път (за с. Долно Кобиле)                               |
| (до с. Драговищица) III-637, 39,2 km, с. Трекляно ←                        | 23,6 | ← с. Трекляно, 39,2 km, III-637 (от 54 km на II-63)                       |